# كاثرين كودليك
كاثرين ج. كودليك مؤرخة أمريكية. وهي أستاذة التاريخ ومديرة معهد بول ك. لونجمور للإعاقة في جامعة ولاية سان فرانسيسكو. وهي أيضًا أستاذة منتسبة في مختبر تكنولوجيا المعلومات والاتصالات بجامعة باريس السابعة. 

## السيرة الذاتية
حصلت كودليك على درجة البكالوريوس من جامعة كاليفورنيا، سانتا كروز في عام 1980، وحصلت على درجة الدكتوراه من جامعة كاليفورنيا، بيركلي، في عام 1988. كانت أستاذة للتاريخ في جامعة كاليفورنيا ديفيس من عام 1989 إلى عام 2012، وأستاذة زائرة في المعهد الوطني للفنون والمهن في باريس.تم تعيينها مديرة لمعهد بول ك. لونجمور للإعاقة في عام 2012، حيث أدارت معرض "لم نعد مرضى: الأشخاص ذوو الإعاقة يضمنون الحقوق المدنية".في عام 2013 بدأت في المشاركة في إخراج مهرجان سان فرانسيسكو الدولي للأفلام الخاصة بالإعاقة بالتعاون مع LightHouse for the Blinds and Visually Impaired وبراين باشين.[بحاجة لمصدر]
من عام 2005 إلى عام 2009، شغلت كودليك منصب رئيس جمعية تاريخ الإعاقة وكانت أيضًا عضوًا في مجلس إدارة كل من جمعية دراسات الإعاقة والجمعية الغربية للتاريخ الفرنسي.أثناء عملها في مجلس إدارة SDS، أشرفت على إنشاء المبادئ التوجيهية لدراسات الإعاقة. في عام 2010، ترأست، بالاشتراك مع البروفيسورة سوزان شفايك، مبادرة جمعت العلماء لاستكشاف مستقبل دراسات الإعاقة. 
كانت كودليك رائدة في عدد من المبادرات المتعلقة بإمكانية الوصول الإلكتروني في التعليم العالي، وتستكشف منحتها الدراسية تاريخ الطب، وتاريخ الأوبئة، والعلاقة بين تاريخ الإعاقة وتاريخ الطب بشكل أساسي في فرنسا في القرنين الثامن عشر والتاسع عشر.كتبت مقالاً بعنوان "تاريخ الإعاقة: لماذا نحتاج إلى "آخر" آخر" في مجلة المراجعة التاريخية الأمريكية.وكان عنوان المقال الأخير في الأصل "تاريخ الإعاقة وتاريخ الطب: أشقاء متنافسون أم توأم ملتصق؟".
نشرت كودليك أيضًا مقالات فكرية شخصية بعنوان "دراجة سوداء، عصا بيضاء: اعترافات في الوقت المناسب لذات خاصة"  و"دراجة هارلي للرجل الأعمى: العصي البيضاء والهوية الجنسية في أمريكا الحديثة"،  والتي تم اعتبارها مقالة بارزة في أفضل المقالات الأمريكية لعام 2005. من بين كتبها : تأملات: حياة وكتابات امرأة عمياء شابة في فرنسا ما بعد الثورة مع الدكتورة زينا ويغان وكتاب الكوليرا في باريس ما بعد الثورة: تاريخ ثقافي . بعد وفاة بول ك. لونجمور في عام 2010، أشرف كودليك على إكمال ونشر كتابه "التبرعات التليفزيونية: الاستعراض والإعاقة وأعمال الخير". 